# Kasalpura
Kasalpura fou un estat tributari protegit de l'agència de Mahi Kantha a la presidència de Bombai. Estava format per un sol poble, Kasalpura, amb 307 habitants el 1901. Els seus ingressos s'estimaven en 2.391 rupies el 1900, pagant un tribut de 48 rúpies al Gaikwar de Baroda. El thakur de Kasalpura era a més a més copríncep de Santhal i de Gokalpura.